# São Francisco (flod)
São Francisco (portugisiskt uttal: /sɐ̃w fɾɐ̃ˈsiʃku/) är en flod i Brasilien. Med en längd på 2 914 kilometer är den den längsta floden som helt och hållet har sitt lopp inom Brasiliens gränser. Floden är den fjärde längsta i Sydamerika och dito i Brasilien (efter Amazonfloden, Paranáfloden och Madeira). Före den europeiska koloniseringen av Brasilien kallades floden Opara av den indianska befolkningen i området. Idag bär den även smeknamnet Velho Chico ("Gamla killen").

## Flodens lopp
São Francisco rinner upp i bergskedjan Canastra i väster i delstaten Minas Gerais. Den flyter mestadels norrut genom staterna Minas Gerais och Bahia, innanför kustbergen, innan den svänger österut och där utgör gräns mellan Bahia (på högra flodbanken) och delstaterna Pernambuco och Alagoas (på den vänstra). Därefter bildar den gräns mellan delstaterna Alagoas och Sergipe, innan den mynnar ut i Atlanten. 
Förutom de fem delstater som São Francisco passerar genom eller gränsar till, finns delar av dess avvattningsområde inom Goiás och Distrito Federal. Totalt avvattnar Sao Fransisco ett området på över 630 000 kvadratkilometer. 

## Ekonomisk betydelse
I Brasilien benämns floden som "den nationella integrationens flod", genom att den förenar vitt skilda klimatzoner och regioner – i synnerhet Sydöst med Nordöst. Den är farbar mellan städerna Pirapora (Minas Gerais) och Juazeiro (Bahia), liksom mellan Piranhas (Alagoas) och mynningen. Traditionell passagerartrafik utefter floden har emellertid under senare år i princip upphört. Ojämn nederbörd kopplad till försandning på grund av skogsavverkning har minskat farbarheten på São Francisco, och till detta ska läggas minst fyra större vattenkraftverk utefter floden.